# Avortement à Chypre
L'avortement à Chypre peut être pratiqué sur demande jusqu'à la 12e semaine de grossesse et jusqu'à la 19e semaine en cas de viol. Ce changement s'opère en 2018, à la suite d'un vote à forte majorité au Parlement. Avant cela, on ne l'autorise que s'il existe un risque de préjudice physique ou mental pour la mère, un risque de malformation fœtale ou si le patient avait été violé ou agressé sexuellement.

## Dans la pratique
Les directives définissant les limites temporelles de l'avortement, déterminées en 2018, ne correspondent pas à la pratique qui s'effectuait jusqu'à la 28e semaine. Chypre a une politique nataliste et ne fournit pas de procédures d'avortement de routine dans les hôpitaux publics, elles sont donc généralement pratiquées dans des cliniques privées, les hôpitaux ne proposant la procédure que si la mère court un grand risque.  Les avortements sont payés par la femme qui se fait opérer, de ce fait les praticiens privés peuvent et pratiquent des avortements en dehors du cadre légal.

## Réaction
La Commission des droits de l'homme des Nations unies estime que l'évolution de la loi, en 2018, par l'adoption de la proposition d'Akel, Giorgos Koukoumas, est un grand pas. Cependant, l'absence de couverture médicale garantie en cas d'avortement reste un frein important à l'accès à ce dernier. De plus, l'information sur la législation reste insuffisante dans le milieu hospitalier, provoquant des refus d'avortement pour de mauvais motifs.